# Joachim Legrand
Pour les articles homonymes, voir Legrand.
Joachim Legrand, né à Saint-Lô le 6 février 1653, mort à Paris le 1er mai 1733, est un ecclésiastique, historien et diplomate français.

## Biographie

### Jeunesse
Ses parents s'appelaient Gilles Legrand et Marie Violet. Après ses premières études, il alla faire sa philosophie au collège du Bois à Caen, où il eut pour professeur Pierre Cally et pour condisciple Pierre-François d'Arerez de la Tour, futur supérieur général de la congrégation de l'Oratoire, avec qui il resta lié toute sa vie (jusqu'à leur mort la même année). Il entra à l'Oratoire en 1671, comme son condisciple, mais en sortit dès 1676. Étant venu à Paris, il s'y lia au père Charles Le Cointe, qui travaillait alors à ses Annales ecclésiastiques des Francs et qui le forma à la recherche historique rigoureuse. En 1681, il rédigea pour le Journal des savants les éloges funèbres de Charles Le Cointe (mort le 18 janvier, dans le numéro de février) et de Michel de Marolles (mort le 6 mars, dans le numéro d'avril). Il fut ensuite chargé de l'éducation du jeune fils du marquis de Vins, puis à partir de février 1690 de Louis-Armand d'Estrées (1682-1723), fils aîné du duc d'Estrées.
À partir de 1685, il eut une controverse avec Gilbert Burnet, auteur d'une Histoire de la réformation de l'Église d'Angleterre, dont deux volumes furent publiés en anglais en 1679 et 1681, et dont une traduction française commença de paraître en 1683. L'abbé Legrand mit par écrit des observations critiques sur cet ouvrage, qu'il communiqua à Melchisédech Thévenot, garde de la bibliothèque du roi. Burnet voulut discuter avec son critique, et la conférence se fit dans la bibliothèque du roi en présence de Thévenot (portant sur les événements des trois premières années, l'affaire du divorce d'Henri VIII). Dans une préface de la deuxième édition de l'ouvrage (Amsterdam, 1686), Burnet se réclama de l'approbation de Legrand, lequel répondit par un livre intitulé Histoire du divorce d'Henri VIII, roi d'Angleterre, et de Catherine d'Aragon, avec la défense de Sanderus ; la réfutation des deux premiers livres de l'Histoire de la réformation de Burnet, et les preuves (Paris, 1688, 3 vol. in-12, dédicace à Melchisédech Thévenot). Burnet répondit à son tour par une lettre de critique de ce livre, adressée à Thévenot, que Legrand fit imprimer avec un avertissement et des remarques en bas des pages. En 1689, Burnet fit paraître à Londres (en anglais) et à Amsterdam (en français) une Critique de l'Histoire des variations des Églises protestantes, l'ouvrage de Bossuet ; Legrand y répondit par trois lettres (l'une sur les variations, la seconde sur la réformation, la troisième sur l'histoire du divorce), qu'il fit imprimer en un volume in-12 (Paris, 1691) contenant aussi un texte de critique de l’Histoire de la religion des Églises réformées de Jacques Basnage de Beauval.

### Activité diplomatique
En février 1692, Jean d'Estrées (cousin de son élève Louis-Armand d'Estrées), fut nommé ambassadeur au Portugal et le choisit comme secrétaire d'ambassade. Il s'imposa une formation accélérée, et livresque, de diplomate, et séjourna à ce titre à Lisbonne d'avril 1692 à août 1697. Pendant ses loisirs, il rassembla toute la documentation qu'il put trouver sur les pays lointains que les Portugais appelaient leurs Conquêtes. Après son retour, il publia l'Histoire de l'île de Ceylan, écrite par le capitaine Jean Ribeyro et présentée au roi de Portugal en 1685, traduite du portugais (Trévoux, 1701) ; il y fait, sous le nom d' Additions, des ajouts importants au texte traduit, tirés d'autres sources, et défend entre autres l'idée que Ceylan est l'antique Taprobane.
En 1702, il suivit à nouveau Jean d'Estrées à Madrid, où celui-ci rejoignait son oncle, le cardinal d'Estrées, ambassadeur de France. Il fut encore secrétaire d'ambassade, sous l'oncle qui resta en fonctions jusqu'à octobre 1703, puis sous le neveu qui lui succéda. Mais il se brouilla avec son patron et rentra en France dans le courant 1704. Il fut choisi le 5 décembre de cette année comme secrétaire général des ducs et pairs (une charge d'historien-généalogiste, vacante depuis 1675). Pendant l'été 1705, il fut appelé à Versailles, devint secrétaire du département des Affaires étrangères, et fut ensuite chargé par le ministre, le marquis de Torcy, de la rédaction de plusieurs mémoires et argumentaires (textes propagandistes) : Mémoire touchant la succession à la couronne d'Espagne (prétendument traduit de l'espagnol, 1711) ; Réflexions sur la lettre à un mylord, sur la nécessité et la justice de l'entière restitution de la monarchie d'Espagne (1711) ; Discours sur ce qui s'est passé dans l'Empire au sujet de la succession d'Espagne (1711) ; L'Allemagne menacée d'être bientôt réduite en monarchie absolue (1711) ; Lettre de M. à M. le docteur M. D. touchant le royaume de Bohème ; etc. D'autres textes écrits par lui en ces années pour les Affaires étrangères ne furent pas imprimés. En 1711, il fut chargé de classer les papiers laissés par le cardinal de Richelieu, entrés aux archives des Affaires étrangères en 1705. Il participa aussi à la création en 1712 d'une Académie pour la formation des secrétaires d'ambassade, pour laquelle il soumit un projet au ministre. Dans cette période 1705-1715, il joua un rôle non négligeable dans les affaires politico-diplomatiques.

### Vieillesse
En 1717, le chancelier d'Aguesseau se reposa sur lui pour son projet de constitution d'un nouveau Recueil des historiens des Gaules et de la France, devant remplacer celui d'André Duchesne, qui ne reçut pas de réalisation immédiate et fut exécuté vingt ans plus tard par dom Martin Bouquet, de la congrégation de Saint-Maur. Le chancelier le nomma aussi censeur royal, mais il n'occupa cette fonction que brièvement. En 1720, il se vit confier l'inventaire du Trésor des Chartes. En 1728, il fit encore deux publications : une traduction française de la Relation historique d'Abyssinie du jésuite portugais Jerónimo Lobo, enrichie de quinze dissertations sur l'Éthiopie, sa géographie, son histoire, la forme de christianisme qui y prévaut (huit dissertations), la légende du Prêtre Jean, etc., et d'autres documents relatifs au même pays ; un traité De la succession à la couronne de France par les agnats (c'est-à-dire par les mâles).  
Un grand projet qu'il conçut à son retour du Portugal en 1697, et qu'il poursuivit pendant trente ans, mais qui n'aboutit à aucune publication, fut d'écrire la vie du roi Louis XI. Dès 1698, il avait fait un voyage en Bourgogne et en Dauphiné pour réunir la documentation nécessaire à ce projet. Il réunit au fil des ans tous les anciens écrits qu'il put trouver sur cette période, fouilla non seulement le Trésor des Chartes, mais aussi les archives des Parlements de Paris, de Dijon, de Grenoble, de plusieurs Chambres des Comptes, du château de Nantes, de plusieurs hôtels de ville. Son texte, resté en manuscrit, s'intitule Histoire et vie de Louis XI, roi de France, avec les preuves ; il est divisé en vingt-six livres (les deux premiers avant l'avènement, les deux suivants sur les quatre premières années du règne, ensuite les vingt-deux autres livres sur les dix-huit années restantes). Il semble avoir voulu le publier en 1726, et le soumit au chancelier d'Aguesseau ; mais il y renonça deux ans plus tard, sans doute pour des raisons financières et devant le peu d'enthousiasme des éditeurs devant un compte-rendu annalistique interminable et d'une platitude de style rebutante.
Dans sa vieillesse, il passait une partie de chaque année à Savigny-sur-Orge, dans la propriété du marquis et de la marquise de Vins, dont il était resté proche depuis qu'il avait été précepteur de leur fils Simon-César, mort à dix-sept ans. Quand le marquis mourut (9 février 1732), il publia son éloge funèbre dans le Mercure de France (numéro de mars). Laissé presque impotent par une attaque d'apoplexie, il ne lui survécut guère plus d'un an, et mourut chez les Clairambault, généalogistes des ordres du roi. Il fut enterré au cimetière Saint-Joseph, de la paroisse Saint-Eustache. Le Père Joseph Bougerel, de l'Oratoire, composa un Éloge historique de M. l'abbé Legrand. Sa légataire universelle fut sa sœur Marie Legrand, veuve Le Prévôt, et à son défaut son fils unique Jacques-Éléonor Le Prévôt, seigneur de Rousseville. 

## Principales publications
- Histoire du divorce d'Henri VIII, roi d'Angleterre, et de Catherine d'Aragon, avec la défense de Sanderus ; la réfutation des deux premiers livres de l'histoire de la réformation de Burnet ; et les preuves, Paris, chez Martin et Boudet, 1688, 3 vol. in-12.
- Histoire de l'Isle de Ceylan. Écrite par le capitaine Jean Ribeyro, & présentée au Roy de Portugal en 1685. Traduite du Portugais en François, éditée à Trévoux, vendue à Paris chez Jean Boudot, 1701.
- Relation historique d'Abyssinie du R. P. Jérôme Lobo, S. J. Traduite du Portugais, continuée et augmentée de plusieurs dissertations, lettres et mémoires, Paris, chez la Vve Coustelier, 1728.
- Traité de la succession à la couronne de France, toujours par les Agnats ; avec un mémoire touchant la succession à la couronne d'Espagne, Paris, chez G. Martin, 1728, ou chez Urb. Coustelier, 1728.